# Eleição municipal de Goiânia em 2016
A eleição municipal da cidade brasileira de Goiânia ocorreu em 2 de outubro de 2016 para eleger um prefeito, um vice-prefeito e 35 vereadores para a administração da cidade, e o segundo turno foi realizado em 30 de outubro. O prefeito titular é Paulo Garcia, do Partido dos Trabalhadores (PT), que não pôde concorrer à reeleição. As movimentações pré-campanha ocorrem num contexto de crise política envolvendo um pedido de impeachment do segundo mandato da presidente Dilma Rousseff, do PT.

## Pré-candidatos desistentes
- No   PSDB, foi o deputado federal Giuseppe Vecci, um dos fundadores da regional do partido em Goiânia, filiado desde 1989. Economista, empresário e professor, ele já foi presidente do Conselho Regional de Economia de Goiás por duas vezes, secretário de Estadual de Planejamento, diretor da Secretaria Nacional da Assistência Social no governo federal, secretário Estadual de Planejamento, da Fazenda e de Gestão e Planejamento. Por fim, decidiu que por não disputar a eleição de 2016; o anúncio foi feito em uma carta aberta divulgada por ele onde afirmou ter sido obrigado a retirar seu nome do pleito "pelas circunstâncias políticas" e destacou que seu projeto não seria "facilmente assimilado".[3]
- No PTB, foi o engenheiro Luiz Bittencourt, que iniciou a trajetória política no PDC, quando foi eleito deputado estadual e concorreu pela primeira vez à prefeitura da capital. Depois se filiou ao PMDB, quando foi novamente eleito deputado estadual, concorrendo à prefeitura pela segunda vez e foi eleito por três mandatos como deputado federal. Em 2010, se filiou ao PTB,[4] desistiu da sua candidatura a prefeito de Goiânia para apoiar a candidatura do deputado estadual Francisco Júnior, pelo PSD.[5]
- No PSDC, foi o presidente da legenda em Goiás, Alexandre Magalhães, empresário e advogado filiado ao partido há dois anos e que nunca ocupou cargos públicos. Disputou o governo de Goiás em 2014, ficando nas últimas posições. Retirou sua candidatura a prefeito de Goiânia pelo PSDC, dizendo por nota que errou em não entrar "jovem" na política. O ex-candidato informou que o partido decidiu apoiar a candidatura de Vanderlan Cardoso (PSB) para prefeito da capital.[6]

## Campanha

### Propaganda eleitoral gratuita
A propaganda eleitoral gratuita começará a ser exibida em 26 de agosto e terminará em 29 de setembro. Até as eleições municipais de 2012, às segundas, quartas e sextas havia o horário para candidatos às prefeituras das cidades, com duração de 30 minutos. As propagandas para vereador aconteciam às terças, quintas e sábados, também com duração de 30 minutos.
Com a reforma eleitoral de 2015, (Lei n.º 13.165/2015) a duração foi encurtada para dois blocos diários de 10 minutos e apenas o horário dos candidatos a prefeito vai ao ar diariamente (segunda a sábado). Além dos blocos, os partidos terão direito a 70 minutos diários, que serão distribuídos entre os candidatos a prefeito (60%) e vereadores (40%), para divulgação de inserções. As inserções com duração de 15 segundos, que existiam até as eleições municipais de 2012, agora não serão mais permitidas, dando dando espaço apenas para opções entre inserções de 30 ou 60 segundos.
Além disso, foram alteradas as regras relativas à propaganda eleitoral antecipada, ou seja, aquela que ocorre antes do prazo final para registro de candidatura. A propaganda eleitoral, que podia ser iniciada a partir de 5 de julho, agora só terá início no dia 15 de agosto. Porém, com essa nova regra, a participação de um pré-candidato em entrevistas, programas, encontros ou debates no rádio, na televisão e na internet, passa a não ser mais classificada como propaganda eleitoral antecipada.

## Candidatos a prefeito
| Cor de Campanha | Nº | Candidato a prefeito | Candidato a prefeito    | Candidato a vice-prefeito | Candidato a vice-prefeito | Coligação                                                                        | Duração da propaganda eleitoral |
| --------------- | -- | -------------------- | ----------------------- | ------------------------- | ------------------------- | -------------------------------------------------------------------------------- | ------------------------------- |
|                 | 13 |                      | Adriana Accorsi (PT)    |                           | Deivison Costa (PTdoB)    | Coligação Goiânia Vida e Paz - PT, PROS, PCdoB, PEN, PTdoB e PPL                 | 1 minuto e 47 segundos          |
|                 | 18 |                      | Djalma Araújo (REDE)    |                           | Valmiro Batista (REDE)    | "Sem Coligação" - REDE                                                           | 13 segundos                     |
|                 | 40 |                      | Vanderlan Cardoso (PSB) |                           | Thiago Albernaz (PSDB)    | " Uma Nova Goiânia" - PSB, PSDB, PP, PRB, SD, PPS, PSC, PHS, PV, PMB, PSL e PSDC | 3 minutos e 24 segundos         |
|                 | 15 |                      | Iris Rezende (PMDB)     |                           | Major Araújo (PRP)        | "Experiência e Confiança" * PMDB, PRP, DEM, PDT e PRTB e PTC                     | 2 minutos e 14 segundos         |
|                 | 55 |                      | Francisco Júnior (PSD)  |                           | Coronel Pacheco (PTB)     | "Renova Goiânia " * PSD e PTB                                                    | 1 minuto e 16 segundos          |
|                 | 22 |                      | Delegado Waldir (PR)    |                           | Rose Cruvinel (PMN)       | " Honestidade e Coragem" - PR, PMN e PTN                                         | 50 segundos                     |
|                 | 50 |                      | Flávio Sofiati (PSOL)   |                           | João Pucinelli (PSOL)     | "Se a Cidade Fosse Nossa " - PSOL e PCB                                          | 16 segundos                     |

## Pesquisas

### Primeiro turno
| Data                      | Instituto        | Iris Rezende (PMDB) | Vanderlan (PSB) | Delegado Waldir (PR) | Adriana Accorsi (PT) | Francisco Jr (PSD) | Flávio Sofiati (PSOL) | Djalma Araújo (Rede) | Brancos e nulos | Indecisos |
| ------------------------- | ---------------- | ------------------- | --------------- | -------------------- | -------------------- | ------------------ | --------------------- | -------------------- | --------------- | --------- |
| Entre 10 e 12 ago de 2016 | Serpes/O Popular | 31,9%               | 16,8%           | 20,6%                | 7,4%                 | 1,2%               | 0,6%                  | 1%                   | 8,6%            | 11,6%     |
| Entre 18 e 22 ago de 2016 | Ibope            | 37%                 | 13%             | 22%                  | 8%                   | 2%                 | 1%                    | 1%                   | 10%             | 6%        |
| Entre 13 e 15 set de 2016 | Ibope            | 36%                 | 27%%            | 13%                  | 6%                   | 2%                 | 1%                    | 0%                   | 9%              | 6%        |

## Segundo turno

### Resultados
| para Prefeito                       | para Vice-Prefeito                           |
|                                     |                                              |
| Ex- Prefeito de Goiânia (2005–2010) | deputados estadual por Goiás (2011–presente) |
|                                     |                                              |
| [ 12 ]                              |                                              |

| para Prefeito                              | para Vice-Prefeito                  |
|                                            |                                     |
| Ex- Prefeito de Senador Canedo (2005–2010) | vereador de Goiânia (2013–presente) |
|                                            |                                     |
| [ 13 ]                                     |                                     |

### Prefeito
| Candidato(a)            | Vice                     | 1º turno 2 de outubro de 2016 | 1º turno 2 de outubro de 2016 | 2º turno 30 de outubro de 2016 | 2º turno 30 de outubro de 2016 |
| Candidato(a)            | Vice                     | Total                         | Porcentagem                   | Total                          | Porcentagem                    |
| ----------------------- | ------------------------ | ----------------------------- | ----------------------------- | ------------------------------ | ------------------------------ |
| Íris Rezende (PMDB)     | Major Araujo (PRP)       | 277.074                       | 40,47%                        | 379.318                        | 57,70%                         |
| Vanderlan Cardoso (PSB) | Thiago Albernaz (PSDB)   | 217.981                       | 31,84%                        | 278.074                        | 42,30%                         |
| Delegado Waldir (PR)    | Rose Cruvinel (PMN)      | 71.772                        | 10,48%                        | Não participaram               | Não participaram               |
| Francisco Júnior (PSD)  | Coronel Pacheco (PTB)    | 63.712                        | 9,31%                         | Não participaram               | Não participaram               |
| Adriana Accorsi (PT)    | Deivison Costa (PT do B) | 46.103                        | 6,13%                         | Não participaram               | Não participaram               |
| Flávio Sofiati (PSOL)   | João Pucinelli (PSOL)    | 5.658                         | 0,83%                         | Não participaram               | Não participaram               |
| Djalma Araújo (REDE)    | Valmiro Batista (REDE)   | 2.402                         | 0,35%                         | Não participaram               | Não participaram               |
| Total de votos válidos  | Total de votos válidos   | 684.657                       | 90.35%                        |                                |                                |
| → Votos em branco       | → Votos em branco        | 19,253                        | 2,54%                         |                                |                                |
| → Votos nulos           | → Votos nulos            | 53.844                        | 7,11%                         |                                |                                |
| Total                   | Total                    | 757.754                       | 79,17%                        |                                |                                |
| Abstenções              | Abstenções               | 199,407                       | 20,83%                        |                                |                                |
| Total de inscritos      | Total de inscritos       | 957,161                       | 100%                          | 957,161                        | 100%                           |

#### Vereadores eleitos
| Partido | Partido | Candidato | Candidato              | Votos populares | Votos populares |
| Partido | Partido | Número    | Nome                   | Votos           | %               |
| ------- | ------- | --------- | ---------------------- | --------------- | --------------- |
|         | PRP     | 44444     | Jorge Kajuru           | 37.796          | 5,65%           |
|         | PSDB    | 45233     | Dra. Cristina          | 9.114           | 1,36%           |
|         | PROS    | 90100     | Vinicius Cirqueira     | 8.582           | 1,28%           |
|         | PRB     | 10123     | Rogerio Cruz           | 8.302           | 1,24%           |
|         | PSDB    | 45602     | Anselmo Pereira        | 7.504           | 1,12%           |
|         | PSB     | 40001     | Elias Vaz              | 7,487           | 1.12%           |
|         | PPS     | 23456     | Carlin Café            | 7,392           | 1.10%           |
|         | PRB     | 10010     | Alysson Lima           | 7,257           | 1.08%           |
|         | PMB     | 35789     | Sabrina Garcez         | 7,233           | 1.08%           |
|         | PR      | 22222     | Felisberto Tavares     | 6,670           | 1.00%           |
|         | PMDB    | 15700     | Welington Peixoto      | 6,513           | 0.97%           |
|         | PDT     | 12345     | Paulinho Graus         | 6,452           | 0.96%           |
|         | PSB     | 40321     | Oséias Varão           | 6,171           | 0.92%           |
|         | PR      | 22123     | Izidio Alves           | 5,889           | 0.88%           |
|         | PSDC    | 27500     | Kleybe Morais          | 5,818           | 0.87%           |
|         | PMDB    | 15015     | Clecio Alves           | 5,415           | 0.81%           |
|         | PROS    | 90900     | Tiaozinho Porto        | 4,878           | 0.73%           |
|         | PSD     | 55555     | Priscilla Tejota       | 4,807           | 0.72%           |
|         | PSL     | 17000     | Lucas Kitão            | 4,499           | 0.67%           |
|         | PSD     | 55015     | Paulo Magalhães        | 4,482           | 0.67%           |
|         | PCdoB   | 65123     | Tatiana Lemos          | 4,418           | 0.66%           |
|         | PV      | 43444     | Delegado Eduardo Prado | 4,237           | 0.63%           |
|         | PMDB    | 15678     | Andrey Azeredo         | 4,073           | 0.61%           |
|         | PV      | 43400     | Gustavo Cruvinel       | 4,066           | 0.61%           |
|         | PSDC    | 27900     | Jair Diamantino        | 3,889           | 0.58%           |
|         | PRTB    | 28123     | Juarez Lopes           | 3,753           | 0.56%           |
|         | PEN     | 51800     | Zander                 | 3,501           | 0.52%           |
|         | PSDC    | 27100     | Anderson Sales Bokão   | 3,479           | 0.52%           |
|         | PSC     | 20500     | Leia Klebia            | 3,367           | 0.50%           |
|         | PTC     | 36153     | Gcm Romário Policarpo  | 3,185           | 0.48%           |
|         | PRP     | 44321     | Milton Mercez          | 2,886           | 0.43%           |
|         | PRP     | 44190     | Cabo Senna             | 2,795           | 0.42%           |
|         | PTN     | 19193     | Sargento Novandir      | 2,713           | 0.41%           |
|         | DEM     | 25555     | Dr. Paulo Daher        | 2,511           | 0.38%           |
|         | PTN     | 19123     | Emilson Pereira        | 2,429           | 0.36%           |